# Ганусово (посёлок)
Га́нусово — посёлок в Раменском муниципальном округе Московской области. Население — 651 человек (2010).

## Название
Название по расположению около деревни Ганусово.

## География
Посёлок Ганусово расположен в юго-западной части Раменского муниципального округа, примерно в 22 км к юго-западу от города Раменское. Высота над уровнем моря 167 м. В посёлке 2 улицы — Пионерская, Солнечная, приписано 2 СНТ. Ближайшие населённые пункты — деревня Починки и посёлок Рылеево.

## История
Посёлок возник в 1964 году в связи со строительством филиала Томилинской птицефабрики.
До муниципальной реформы 2006 года посёлок входил в состав Ганусовского сельского округа Раменского района.

## Население
| 2002 | 2010 |
| ---- | ---- |
| 631  | ↗651 |

По переписи 2002 года в посёлке проживало 631 человек (319 мужчин, 312 женщин).